# Der Nachtkurier meldet …
Der Nachtkurier meldet … war eine deutsche Fernsehserie, die in den Jahren 1964 bis 1966 im deutschen regionalen Vorabendprogramm lief. Es entstanden 42 Folgen, die jeweils ca. 25 Minuten lang sind. Produziert wurde die Serie von der Bavaria Atelier im Auftrag der Rundfunkwerbung Stuttgart, einer Tochtergesellschaft des SDR.

## Handlung
Mittelpunkt der Serie ist der junge Reporter Günther Wieland (Gig Malzacher), der bei seinen Recherchen für die Münchner Zeitung Nachtkurier immer wieder in gefährliche Situationen gerät, sich in die Ermittlungen von Kriminalfällen einmischt und Skandale aufdeckt. Ihm zur Seite steht der Fotograf Charly Rensmann, gespielt von Gerd Potyka.

## Episodenliste

### 1964
| № | # | Titel                             | Erstausstrahlung  | Buch               | Regie         |
| - | - | --------------------------------- | ----------------- | ------------------ | ------------- |
| 1 | 1 | Diebe in der Staatsgalerie        | 31. Oktober 1964  | Curt Hanno Gutbrod | Michael Braun |
| 2 | 2 | Keine Rettung für Ma Hamid?       | 11. November 1964 | Wilfried Schröder  | Michael Braun |
| 3 | 3 | Im letzten Augenblick             | 28. November 1964 | Werner Bardili     | Michael Braun |
| 4 | 4 | Polizisten sind auch nur Menschen | 12. Dezember 1964 | Michael Braun      | Michael Braun |

### 1965
| №  | #  | Titel                              | Erstausstrahlung   | Buch                                   | Regie            |
| -- | -- | ---------------------------------- | ------------------ | -------------------------------------- | ---------------- |
| 5  | 1  | Märchenhafter Gewinn               | 9. Januar 1965     | Helmut Pigge                           | Erich Neureuther |
| 6  | 2  | Gefahr in der Lebkuchenbüchse      | 23. Januar 1965    | Theo van Alst                          | Erich Neureuther |
| 7  | 3  | Der Drang nach dem Höheren         | 6. Februar 1965    | Oliver Storz                           | Erich Neureuther |
| 8  | 4  | Bauherr Norske will keine Babies   | 20. Februar 1965   | Hans Wiese                             | Erich Neureuther |
| 9  | 5  | Der Mann, der nie aufgab           | 6. März 1965       | Werner P. Zibaso                       | Michael Braun    |
| 10 | 6  | 3000 Dollar Finderlohn             | 20. März 1965      | Wilfried Schröder                      | Michael Braun    |
| 11 | 7  | Briefe aus dem Dunkel              | 3. April 1965      | Wilfried Schröder                      | Michael Braun    |
| 12 | 8  | Heiratsschwindler freigesprochen   | 17. April 1965     | Michael Braun                          | Michael Braun    |
| 13 | 9  | Handgranaten: Bahnsteig 11         | 15. Mai 1965       | Theo van Alst                          | Erich Neureuther |
| 14 | 10 | Schwindel auf Raten                | 29. Mai 1965       | Winfried Martin Schnitzler             | Erich Neureuther |
| 15 | 11 | Autoren gesucht                    | 12. Juni 1965      | Michael Braun                          | Michael Braun    |
| 16 | 12 | Herzenswünsche werden erfüllt      | 26. Juni 1965      | Theo van Alst                          | Erich Neureuther |
| 17 | 13 | Professor Riebling reist inkognito | 7. Juli 1965       | Wilfried Schröder                      | Michael Braun    |
| 18 | 14 | Das Betriebsfest                   | 24. Juli 1965      | Michael Braun                          | Michael Braun    |
| 19 | 15 | Wendung im Mordfall Gormann        | 7. August 1965     | Georg Althammer, Karl Heinz Willschrei | Erich Neureuther |
| 20 | 16 | Herr Dr. Groeppner – bitte melden! | 21. August 1965    | Wilfried Schröder                      | Erich Neureuther |
| 21 | 17 | Obdach für Genoveva                | 4. September 1965  | Theo van Alst                          | Erich Neureuther |
| 22 | 18 | Wer sah Christa?                   | 18. September 1965 | Georg Althammer, Karl Heinz Willschrei | Erich Neureuther |
| 23 | 19 | Zirkus in Not                      | 2. Oktober 1965    | Lothar Rausch                          | Erich Neureuther |
| 24 | 20 | Eine Jagd mit Pfiff                | 16. Oktober 1965   | Paul Anders                            | Erich Neureuther |
| 25 | 21 | Vor Wieland wird gewarnt           | 30. Oktober 1965   | Wilfried Schröder                      | Hans Quest       |
| 26 | 22 | Erfolg durch Kleinanzeigen         | 13. November 1965  | Georg Althammer, Karl Heinz Willschrei | Hans Quest       |
| 27 | 23 | Die Praktiker haben das Wort       | 27. November 1965  | Oliver Storz                           | Hans Quest       |
| 28 | 24 | Ein Toter im Flamingo-Park         | 11. Dezember 1965  | Wilfried Schröder                      | Hans Quest       |

### 1966
| №  | #  | Titel                             | Erstausstrahlung | Buch                                   | Regie         |
| -- | -- | --------------------------------- | ---------------- | -------------------------------------- | ------------- |
| 29 | 1  | Die Chronik von Schloß Lohenstein | 22. Januar 1966  | Theo van Alst                          | Hans Quest    |
| 30 | 2  | Außenseiter macht das Rennen      | 5. Februar 1966  | Georg Althammer, Karl Heinz Willschrei | Hans Quest    |
| 31 | 3  | Wer ist der Mörder?               | 19. Februar 1966 | Michael Braun                          | Michael Braun |
| 32 | 4  | Reisebekanntschaften              | 5. März 1966     | Michael Braun                          | Michael Braun |
| 33 | 5  | Der Lockvogel                     | 19. März 1966    | Oliver Storz                           | Michael Braun |
| 34 | 6  | Hermann und Dorothea wohlauf      | 2. April 1966    | Wilfried Schröder                      | Michael Braun |
| 35 | 7  | Nobel! Nobel!                     | 16. April 1966   | Werner Bardili                         | Michael Braun |
| 36 | 8  | Schüsse in Schwabing              | 30. April 1966   | Georg Althammer, Karl Heinz Willschrei | Michael Braun |
| 37 | 9  | Pockenalarm                       | 14. Mai 1966     | Georg Althammer, Karl Heinz Willschrei | Michael Braun |
| 38 | 10 | Selbstmord ausgeschlossen         | 28. Mai 1966     | Michael Braun                          | Michael Braun |
| 39 | 11 | Note ungenügend                   | 11. Juni 1966    | Werner Bardili                         | Michael Braun |
| 40 | 12 | Der Mann ohne Namen               | 25. Juni 1966    | Georg Althammer, Karl Heinz Willschrei | Michael Braun |
| 41 | 13 | Mord um halb zwölf                | 9. Juli 1966     | Wolfgang Mühlbauer                     | Michael Braun |
| 42 | 14 | Kein Interview mit Rokowsky       | 23. Juli 1966    | Stefan Gommermann                      | Michael Braun |

## Gastauftritte
In der Folge 5, Ein märchenhafter Gewinn, ist Helmut Fischer erstmals in der Rolle als Münchner Stenz zu sehen, nämlich als der Gebrauchtwagenhändler „Auto-Schorschi“, von dem von einer anderen Figur gesagt wird, er sehe aus und wirke wie „wie ein Stenz von der Schwanthalerhöhe“.
In Folge 19, Wendung im Mordfall Gormann spielt Hannelore Elsner, die Rolle der Schauspielerin Marion Wildt, die soeben ‚einen Cowboy-Film in Jugoslawien‘ gedreht hat.

## Sonstiges
In der vierten Folge Polizisten sind auch Menschen treten die beiden Hauptdarsteller Karl Tischlinger und Wilmut Borell aus der Fernsehserie Funkstreife Isar 12 (1961–1963) nochmals als Polizeimeister Alois Huber und Polizeihauptwachtmeister Herbert ‚Damerl‘ Dambrowski auf.
Der Name „Nachtkurier“ ist ganz offensichtlich eine Anspielung auf die Münchner Abendzeitung. In der Episode 5 „Märchenhafter Gewinn“ steigt der Hauptdarsteller aus einem Wagen, um in die Redaktion zu gehen. Die Szene wurde in München in der Sendlinger Straße gedreht, in der sich bis 2008 die Redaktion der Abendzeitung befand.
Es gibt auch ein kleines Crossover mit der Serie „Die seltsamen Methoden des Franz Josef Wanninger“. In der 8. Folge der Staffel 2 „Rivalitäten“ liest Inspektor Wanninger die Ausgabe des Nachtkuriers, die Gegenstand der 18. Folge der 2. Staffel „Wer sah Christa?“ war.
In der 16. Folge der Staffel 2, Herr Dr. Groeppner - Bitte melden!, treten als Nebendarsteller Thomas Reiner und Norbert Gastell auf, die beide in der Serie Raumpatrouille Orion mitspielten, wie auch als Synchronsprecher für Matt-Groening-Zeichentrickfilme bekannt waren, Reiner als Professor Hubert Farnsworth in Futurama und Gastell als langjährige Stimme von Homer Simpson.
Die Szenen in der Druckerei mit den Rotationsdruckmaschinen wurden in den Räumen der Süddeutschen Zeitung gedreht. In der 9. Folge der zweiten Staffel „Handgranaten: Bahnsteig 11“ wird kurz eine Druckplatte der Titelseite gezeigt, auf der man spiegelverkehrt „Süddeutsche Zeitung“ erkennt.

## Belege
1. ↑  Der Nachtkurier meldet … Abgerufen am 3. Juli 2021.
2. ↑  Die Krimihomepage | Der Nachtkurier meldet | www.krimiserien.de.vu. Archiviert vom Original (nicht mehr online verfügbar) am 13. Juni 2021; abgerufen am 3. Juli 2021.  Info: Der Archivlink wurde automatisch eingesetzt und noch nicht geprüft. Bitte prüfe Original- und Archivlink gemäß Anleitung und entferne dann diesen Hinweis.
3. ↑  Fernsehserien 133. Abgerufen am 3. Juli 2021.
4. ↑  Der Nachtkurier meldet... Abgerufen am 3. Juli 2021.
5. 1 2  imfernsehen GmbH & Co KG: Der Nachtkurier meldet… Abgerufen am 3. Juli 2021.